# Kohl-Lauch
Der Kohl-Lauch (Allium oleraceum), auch Gemüse-Lauch oder Ross-Lauch genannt, ist eine Pflanzenart aus der Gattung Lauch (Allium). Trotz des Namens Kohl-Lauch wird die Pflanze kaum als Wildgemüse oder Suppenwürze verwendet, da die Blätter früh verdorren und der Stängel vergleichsweise hart ist, was ihm auch den Namen Ross-Lauch eingebracht hat.

## Beschreibung

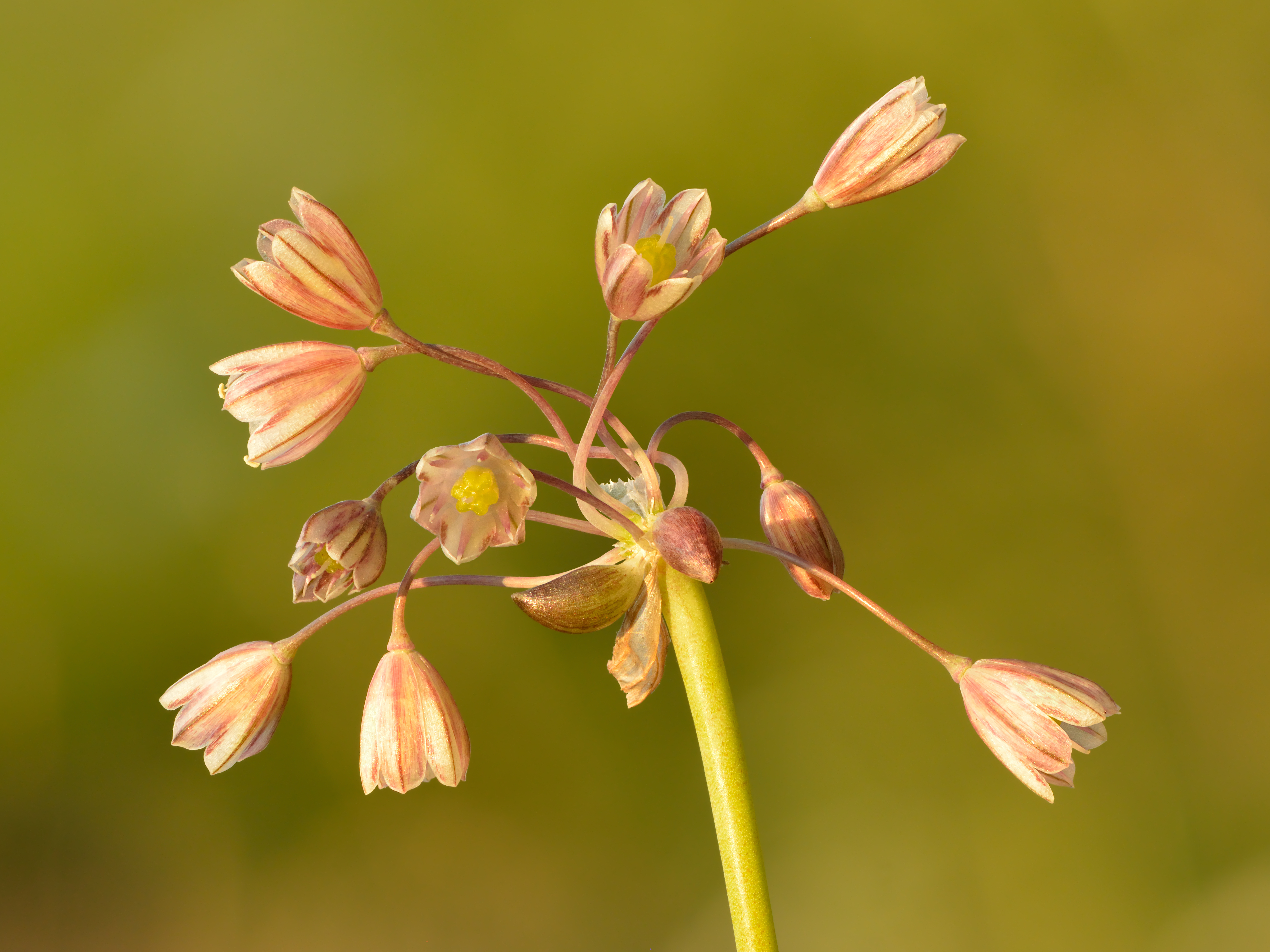
Blütenstand

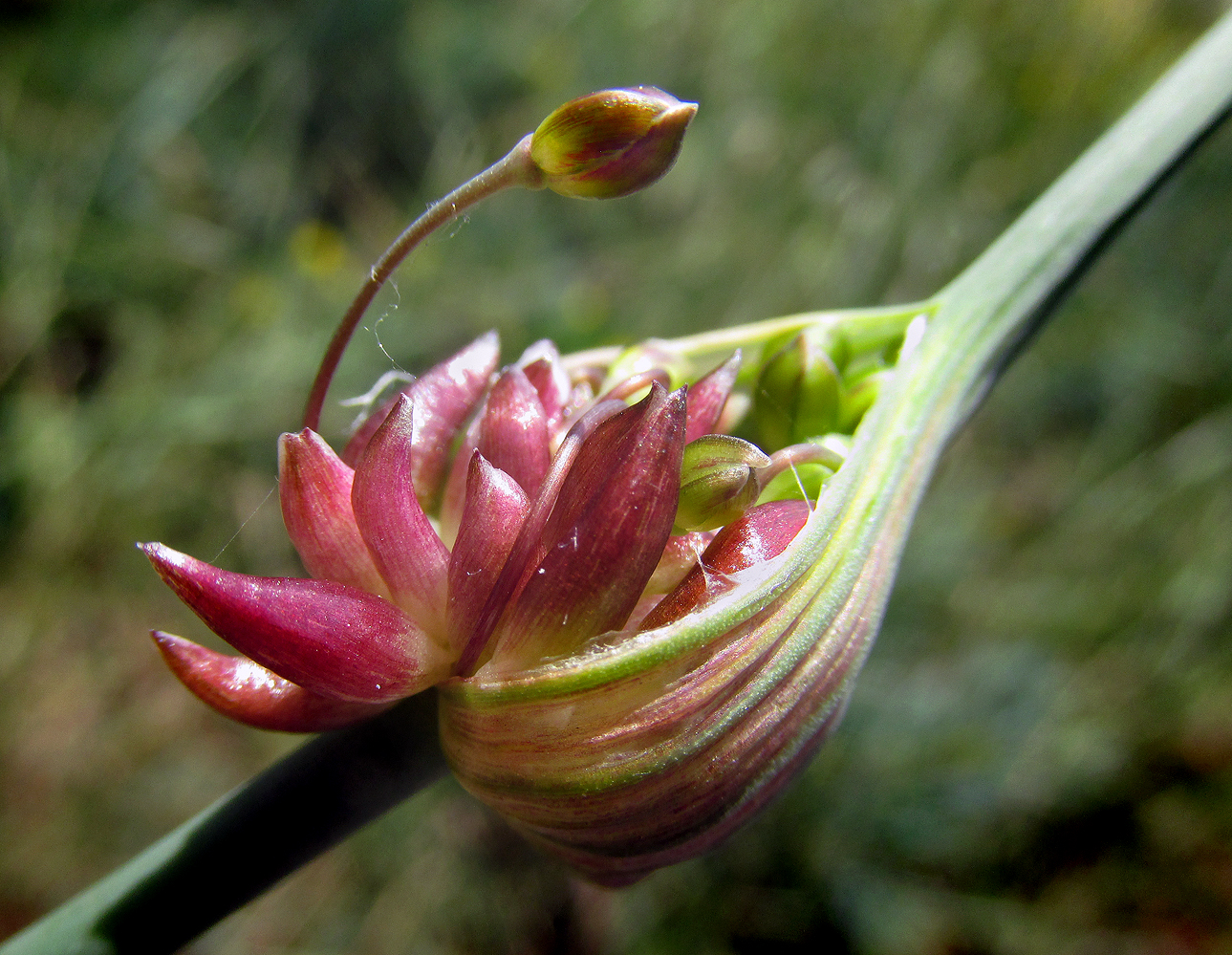
Kohl-Lauch.

Der Kohl-Lauch ist eine ausdauernde krautige Pflanze und erreicht eine Höhe von 20 bis 70 Zentimeter. Er bildet eine oder mehrere eiförmige Zwiebeln, die etwa 1,2 bis 2 Zentimeter lang werden und Durchmesser von 1 bis 1,5 Zentimeter erreichen. Die Außenhaut ist braun bis gräulich, die inneren Zwiebelschalen sind weiß bis hellbraun. Die Stängel sind hart, die Blätter sind halbrund oder dicklich flach, rinnig, aber nicht röhrenförmig. Sie werden 5 Millimeter breit, die Unterseite ist rau, zur Blütezeit sind sie meist verdorrt.
Als Blütenstände werden lockere Scheindolden aus wenigen rötlichen oder grünlichweißen Einzelblüten gebildet. Die Hüllblätter sind länger als der Blütenstand. Die Blütenstiele sind 2 bis 4 Zentimeter lang. Zwischen den Blüten sind dunkelrote Brutzwiebeln sichtbar, wobei auch nur die Brutzwiebeln ausgebildet sein können. Die glockigen Blüten werden 5 bis 8 Millimeter lang, die Staubfäden haben keine seitlichen Zähne.
Die Blütezeit dauert von Juni bis August.
Die Chromosomenzahl beträgt 2n = 32 oder 40.

## Verbreitung und Standortansprüche
Der Kohl-Lauch ist mit Ausnahme von Westeuropa in ganz Europa verbreitet. Das natürliche Verbreitungsgebiet reicht vom südlichen Norwegen bis nach Sizilien und von Frankreich bis in den europäischen Teil von Russland und in den Kaukasus. In andere Gebiete wurde er eingebürgert, man findet ihn inzwischen beispielsweise in Neuengland an Straßenrändern und Ruderalflächen.
Der Kohl-Lauch wächst auf trockenen Rasen, an Hecken, auf Weinbergen, an Schutzmauern und auf Bahnschottern. Selten findet man ihn auf nassen Wiesen. Er wächst zerstreut auf basenreichen und etwas stickstoffhaltigen, lockeren Böden und fehlt auf kalkarmen Böden. Er ist in Mitteleuropa eine Festuco-Brometea-Klassencharakterart. In den Allgäuer Alpen steigt er im Tiroler Teil am Häselgehrberg bei Häselgehr bis zu 1220 Metern Meereshöhe auf.

## Systematik
Der Kohl-Lauch ist eine Art in der Gattung Lauch (Allium). Dort wird er zur Sektion Codonoprasum in der Untergattung Allium gezählt.
Weitere zum Teil auch nur regional gebräuchliche Bezeichnungen für den Kohl-Lauch sind oder waren: Ackerknoblauch, Feldknoblauch, wäld Knobläng (Siebenbürgen) und Knufflok (Altmark).

## Bildergalerie

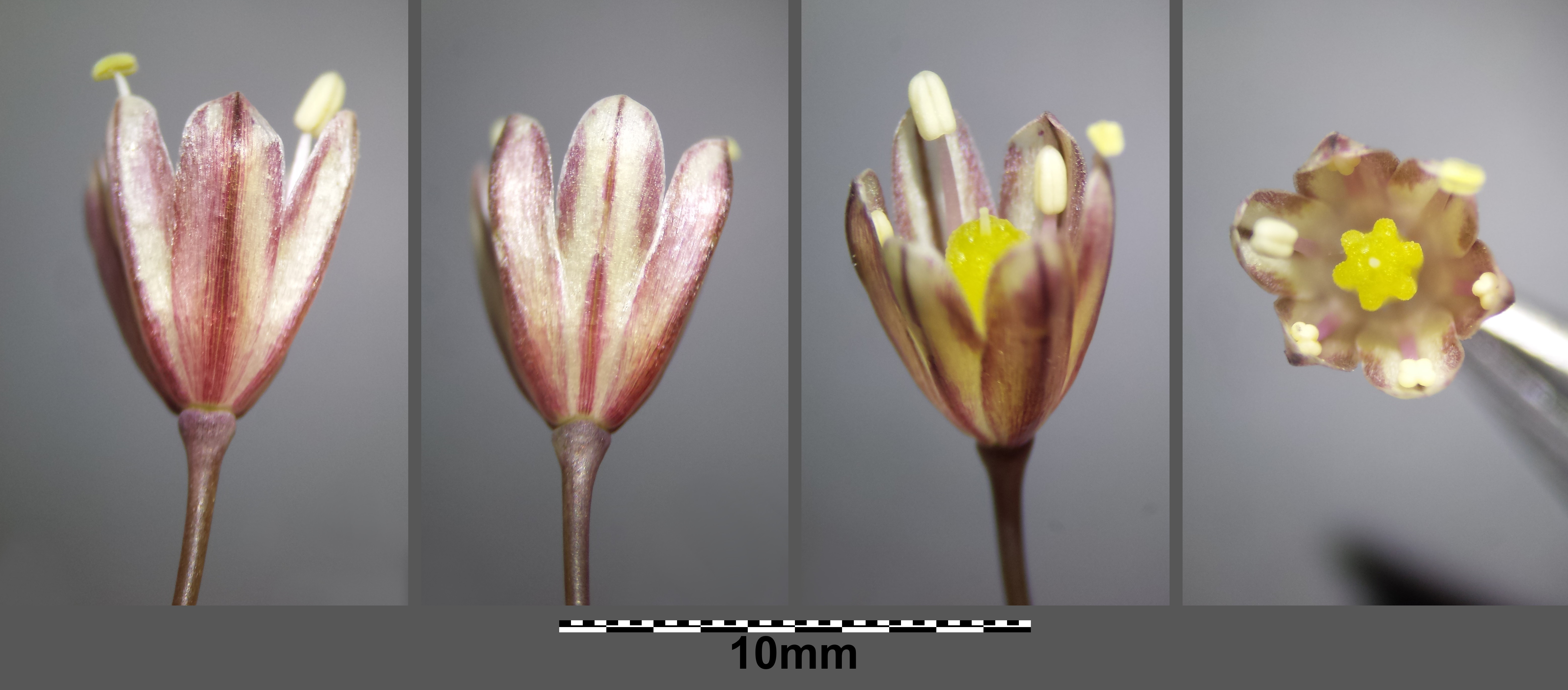
Blüte
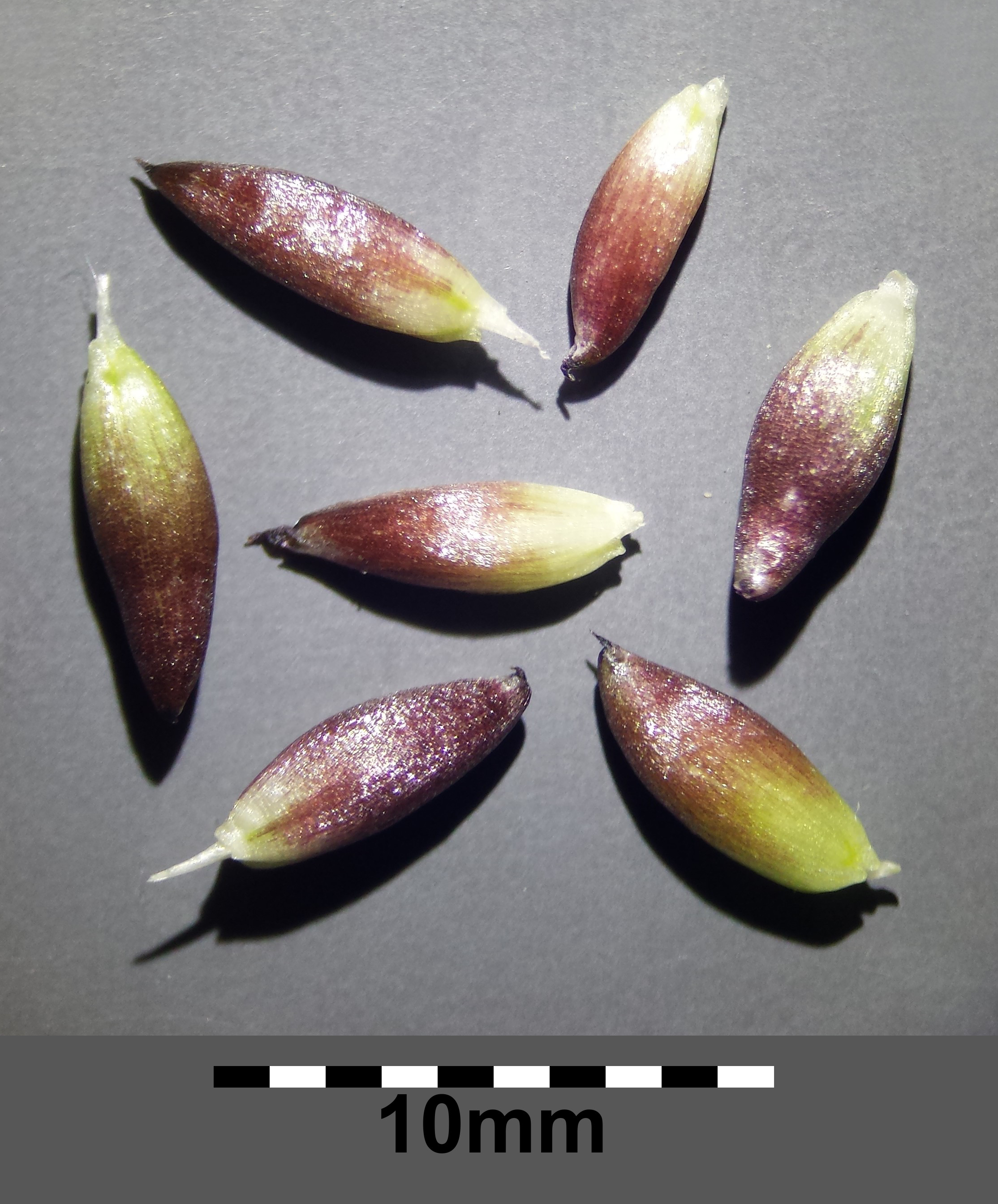
Bulbillen
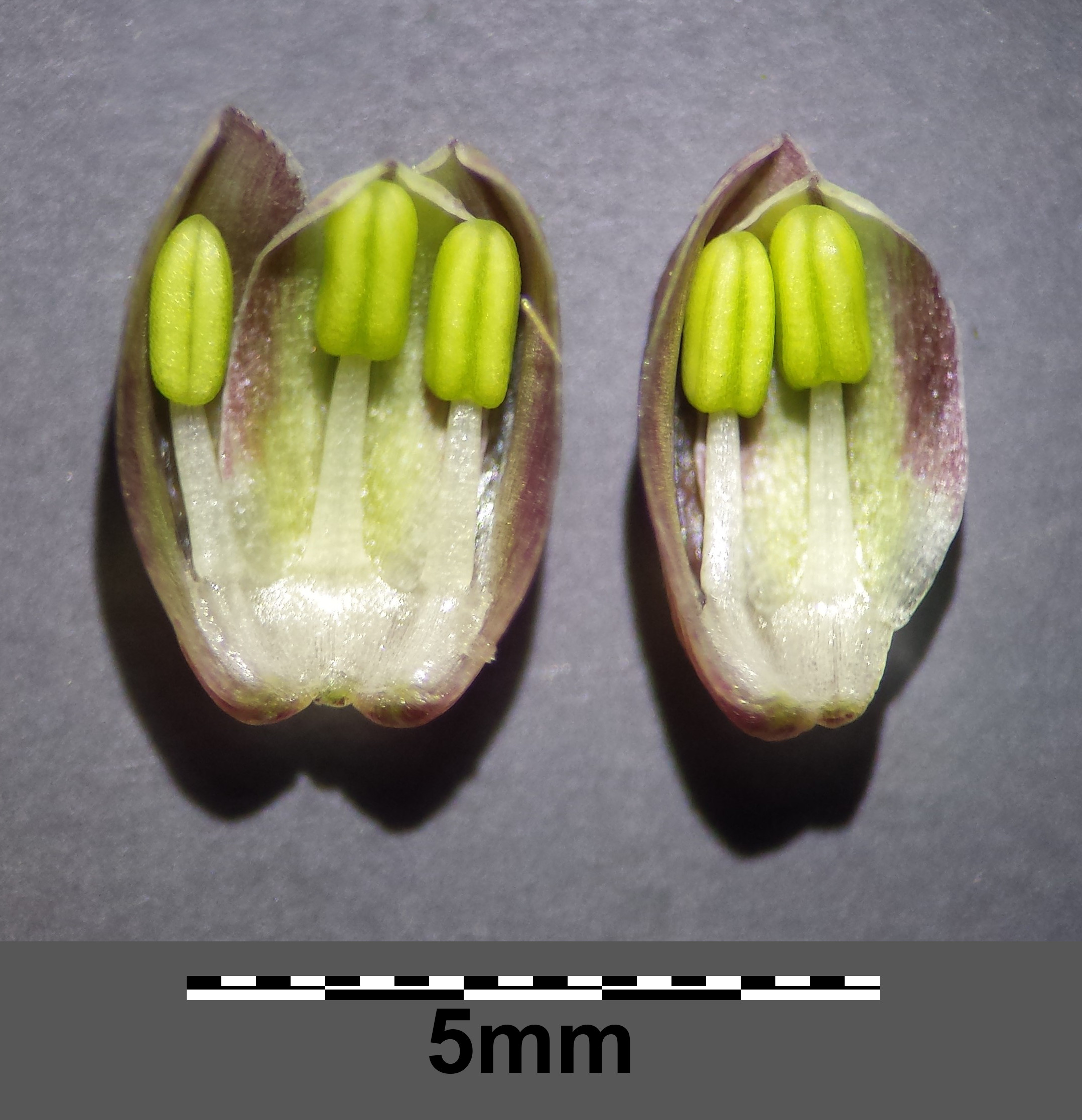
Perigonblätter mit Staubblättern (Innenansicht)